# アムステルダム・スローテルダイク駅
アムステルダム・スローテルダイク駅（アムステルダム・スローテルダイクえき、Station Amsterdam Sloterdijk スタシオン・アムステルダム・スローテルダイク）は、オランダのアムステルダム市街地北西部の西港区（Westpoort）にあるオランダ鉄道（NS）の駅。また隣接するアムステルダム市営交通会社（GVB）のスローテルダイク駅（Station Sloterdijk）を含めた駅のこと。

## 主な路線

### オランダ鉄道（NS）
アムステルダム中央駅方面
- 1時間に16～20本

スキポール空港駅方面
- 1時間に4本

ハールレム方面
- 1時間に6本

ザーンダム駅方面
- 1時間に8～10本

### アムステルダム市営交通会社（GVB）
- メトロ50号線 環状線（イソラートル通り ～ アムステルダム南駅 ～ RAI ～ ガイン）
- トラム12系統

## 駅構造
NSはアムステルダム中央駅とハールレムを結ぶ東西路線に島式3面6線のホームを持つ地上駅と、アムステルダム中央駅とスキポール駅を結ぶ南北路線に島式1面2線のホームを持つ高架駅。両路線はこの駅で直角に上下交差している。また、GVBは島式1面2線のホームを持つ高架駅。
NS駅の切符売り場や売店などがあるメインコンコースは交差する両線の間の中二階にあり、GVBのメトロ駅コンコースと一体となっている。トラムやバスの停留所がある駅前広場も、この中二階と同じレベルにあり、駅前広場となっている。
エレベータ及びエスカレータは完備。駅構内に窓口（切符予約・販売、サービス窓口）、自動券売機、売店（ETOS, AKO, Kiosk）、コンビニ（Albert Heijn to go）、ファストフードレストラン（Smuller's, C'est du pain ）などが設置されている。

## 駅周辺
この駅はアムステルダム市街北西部の港湾地区に隣接しており、駅周辺には新しいオフィスビルが建ち並び、少し離れたところには物流基地などが建ち並んでいる。なお、この駅があるアムステルダム市のウエストポールト区はアムステルダムで最も居住人口の少ない区であるが、オフィスや物流拠点への通勤者や交差する各路線の乗り換え客で、駅での乗降客は多い。
- ミレニアム・タワー・ビル（英語版）
- アムステルダム港

## 歴史
1956年にアムステルダム中央駅とハールレムを結ぶ路線の中間にある仮設駅として開業した。この駅は現在の駅の少し南側にあった。1983年に、ザーンダム駅行きの列車が発着する駅として、現在の駅の位置にスローテルダイク北駅という名前で新駅が建設された。このとき、1956年に開業したハールレム行き列車が発着する駅はスローテルダイク南駅と改名している。その後、工事のためスローテルダイク南駅が1985年一旦閉鎖された後、1986年にアムステルダム中央駅とスキポール駅を結ぶ路線の中間駅が開業したときに、両線の乗換えを行う現在の形となっている。
トラム12系統は現在の駅が建設された1982年に乗り入れている。その後、1997年にはNSの路線と平行してGVBのメトロ路線が開通し駅が設けられた。